# American Crime/Episodenliste
Diese Episodenliste enthält alle Episoden der US-amerikanischen Dramaserie American Crime, sortiert nach der US-amerikanischen Erstausstrahlung. Die Fernsehserie umfasst drei Staffeln mit 29 Episoden.

## Übersicht
| Staffel | Episodenanzahl | Erstausstrahlung USA | Erstausstrahlung USA | Deutschsprachige Erstausstrahlung | Deutschsprachige Erstausstrahlung |
| Staffel | Episodenanzahl | Staffelpremiere      | Staffelfinale        | Staffelpremiere                   | Staffelfinale                     |
| ------- | -------------- | -------------------- | -------------------- | --------------------------------- | --------------------------------- |
| 1       | 11             | 5. März 2015         | 14. Mai 2015         | 16. März 2015                     | 25. Mai 2015                      |
| 2       | 10             | 17. Dezember 2015    | 9. März 2016         | 7. März 2016                      | 4. April 2016                     |
| 3       | 8              | 12. März 2017        | 30. April 2017       | 21. Juni 2017                     | 5. Juli 2017                      |

## Staffel 1
Die Erstausstrahlung der ersten Staffel war vom 16. März bis zum 25. Mai 2015 auf dem US-amerikanischen Fernsehsender ABC zu sehen. Die deutschsprachige Erstausstrahlung erfolgte vom 5. März bis zum 14. Mai 2015 auf 13th Street.
| Nr. (ges.) | Nr. (St.) | Deutscher Titel                 | Originaltitel  | Erstausstrahlung USA | Deutschsprachige Erstausstrahlung (D) | Regie             | Drehbuch            | Quoten (USA) |
| ---------- | --------- | ------------------------------- | -------------- | -------------------- | ------------------------------------- | ----------------- | ------------------- | ------------ |
| 1          | 1         | Ein Verbrechen, viele Schuldige | Episode One    | 5. März 2015         | 16. März 2015                         | John Ridley       | John Ridley         | 8,37 Mio.    |
| 2          | 2         | Kennen wir unser Kind?          | Episode Two    | 12. März 2015        | 23. März 2015                         | John Ridley       | John Ridley         | 5,76 Mio.    |
| 3          | 3         | Rassenhass                      | Episode Three  | 19. März 2015        | 30. März 2015                         | Gloria Muzio      | John Ridley         | 5,54 Mio.    |
| 4          | 4         | Ein harter Schlag               | Episode Four   | 26. März 2015        | 6. Apr. 2015                          | Joshua Marston    | Diana Son           | 5,56 Mio.    |
| 5          | 5         | Flucht vor dem Todesurteil      | Episode Five   | 2. Apr. 2015         | 13. Apr. 2015                         | Hanelle Culpepper | Ernie Pandish       | 4,69 Mio.    |
| 6          | 6         | Hetzjagd                        | Episode Six    | 9. Apr. 2015         | 20. Apr. 2015                         | Nicole Kassell    | Davy Perez          | 4,40 Mio.    |
| 7          | 7         | Brisante Beweise                | Episode Seven  | 16. Apr. 2015        | 27. Apr. 2015                         | Sam Miller        | Stacy A. Littlejohn | 4,38 Mio.    |
| 8          | 8         | Marsch für Gerechtigkeit        | Episode Eight  | 23. Apr. 2015        | 4. Mai 2015                           | Rachel Morrison   | Julie Hébert        | 4,05 Mio.    |
| 9          | 9         | Geister der Vergangenheit       | Episode Nine   | 30. Apr. 2015        | 11. Mai 2015                          | Jessica Yu        | Keith Huff          | 3,63 Mio.    |
| 10         | 10        | Folgenschweres Geständnis       | Episode Ten    | 7. Mai 2015          | 18. Mai 2015                          | Millicent Shelton | Sonay Hoffman       | 4,17 Mio.    |
| 11         | 11        | Die Wahrheit ist bitter         | Episode Eleven | 14. Mai 2015         | 25. Mai 2015                          | John Ridley       | John Ridley         | 4,21 Mio.    |

## Staffel 2
Die Erstausstrahlung der zweiten Staffel wurde vom 6. Januar bis zum 9. März 2016 auf dem US-amerikanischen Fernsehsender ABC gesendet. Die deutschsprachige Erstausstrahlung sendete der Sender 13th Street vom 7. März bis zum 4. April 2016 in Doppelfolgen.
| Nr. (ges.) | Nr. (St.) | Deutscher Titel                     | Originaltitel             | Erstausstrahlung USA                        | Deutschsprachige Erstausstrahlung (D) | Regie           | Drehbuch            | Quoten (USA) |
| ---------- | --------- | ----------------------------------- | ------------------------- | ------------------------------------------- | ------------------------------------- | --------------- | ------------------- | ------------ |
| 12         | 1         | Gegen den guten Ruf                 | Season Two: Episode One   | 17. Dez. 2015 (Streaming) 6. Jan. 2016 (TV) | 7. März 2016                          | John Ridley     | John Ridley         | 4,74 Mio.    |
| 13         | 2         | Gibt es Wahrheiten im Verdacht?     | Season Two: Episode Two   | 13. Jan. 2016                               | 7. März 2016                          | Clement Virgo   | Ernie Pandish       | 4,30 Mio.    |
| 14         | 3         | Im grellen Licht der Öffentlichkeit | Season Two: Episode Three | 20. Jan. 2016                               | 14. März 2016                         | Gregg Araki     | Sonay Hoffman       | 3,77 Mio.    |
| 15         | 4         | Schmerzhafte Offenbarung            | Season Two: Episode Four  | 27. Jan. 2016                               | 14. März 2016                         | Julie Hébert    | Kirk A. Moore       | 3,63 Mio.    |
| 16         | 5         | Illusionen                          | Season Two: Episode Five  | 3. Feb. 2016                                | 21. März 2016                         | Rachel Morrison | Davy Perez          | 3,79 Mio.    |
| 17         | 6         | Krieg und Frieden                   | Season Two: Episode Six   | 10. Feb. 2016                               | 21. März 2016                         | Jessica Yu      | Stacy A. Littlejohn | 3,32 Mio.    |
| 18         | 7         | Scham und Schmerz                   | Season Two: Episode Seven | 17. Feb. 2016                               | 28. März 2016                         | John Ridley     | John Ridley         | 3,18 Mio.    |
| 19         | 8         | Trauerspiel                         | Season Two: Episode Eight | 24. Feb. 2016                               | 28. März 2016                         | Kimberly Peirce | Keith Huff          | 3,51 Mio.    |
| 20         | 9         | Zu den Waffen                       | Season Two: Episode Nine  | 2. März 2016                                | 4. Apr. 2016                          | James Kent      | Julie Hébert        | 3,24 Mio.    |
| 21         | 10        | Die Masken fallen                   | Season Two: Episode Ten   | 9. März 2016                                | 4. Apr. 2016                          | Nicole Kassell  | Diana Son           | 3,70 Mio.    |

## Staffel 3
Im Mai 2016 verlängerte ABC die Serie um eine dritte Staffel, welche vom 12. März bis 30. April 2017 ausgestrahlt wurde. Die deutschsprachige Erstausstrahlung sendete der Sender 13th Street vom 21. Juni bis zum 5. Juli 2017.
| Nr. (ges.) | Nr. (St.) | Deutscher Titel | Originaltitel               | Erstausstrahlung USA | Deutschsprachige Erstausstrahlung (D) | Regie            | Drehbuch                                  | Quoten (USA) |
| ---------- | --------- | --------------- | --------------------------- | -------------------- | ------------------------------------- | ---------------- | ----------------------------------------- | ------------ |
| 22         | 1         | Episode 1       | Season Three: Episode One   | 12. März 2017        | 21. Juni 2017                         | So Yong Kim      | John Ridley                               | 2,67 Mio.    |
| 23         | 2         | Episode 2       | Season Three: Episode Two   | 19. März 2017        | 21. Juni 2017                         | Julie Hébert     | John Ridley                               | 1,91 Mio.    |
| 24         | 3         | Episode 3       | Season Three: Episode Three | 26. März 2017        | 21. Juni 2017                         | Victoria Mahoney | Janine Salinas Schoenberg & Moisés Zamora | 1,62 Mio.    |
| 25         | 4         | Episode 4       | Season Three: Episode Four  | 2. Apr. 2017         | 28. Juni 2017                         | Steph Green      | Sonay Hoffman                             | 1,77 Mio.    |
| 26         | 5         | Episode 5       | Season Three: Episode Five  | 9. Apr. 2017         | 28. Juni 2017                         | Tanya Hamilton   | Keith Huff                                | 1,74 Mio.    |
| 27         | 6         | Episode 6       | Season Three: Episode Six   | 16. Apr. 2017        | 28. Juni 2017                         | Ramsey Nickell   | Steve Harper                              | 1,83 Mio.    |
| 28         | 7         | Episode 7       | Season Three: Episode Seven | 23. Apr. 2017        | 5. Juli 2017                          | John Krokidas    | Kirk A. Moore                             | 1,81 Mio.    |
| 29         | 8         | Episode 8       | Season Three: Episode Eight | 30. Apr. 2017        | 5. Juli 2017                          | Jessica Yu       | Julie Hébert                              | 2,00 Mio.    |